# سده ۲۶ (پیش از میلاد)

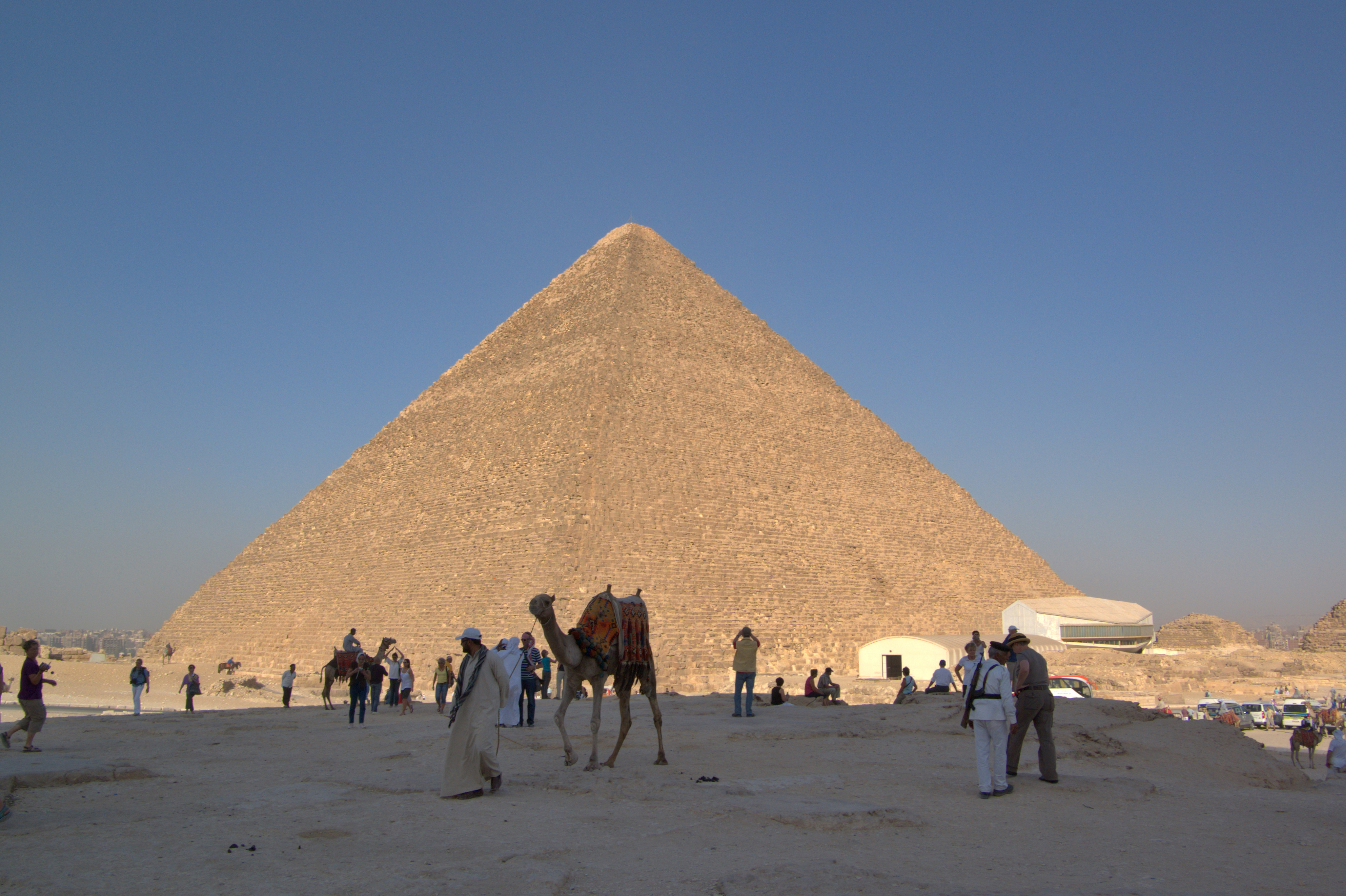
سده ۲۶ (پیش از میلاد)

(سده بیست‌وهفتم پ.م. - سده بیست‌وششم پیش از میلاد مسیح - سده بیست‌وپنجم پ.م. - سده‌های دیگر)
قرن ۲۶ پیش از میلاد، قرنی بود که از سال ۲۶۰۰ پیش از میلاد تا ۲۵۰۱ پیش از میلاد ادامه یافت.

## رخدادها
- ۲۹۰۰-۲۳۳۴ (پیش از میلاد)؛ جنگهای خاندان یکم در میانرودان
- ۲۶۰۰ (پیش از میلاد)؛ تمدن هاراپان نیرومند شد.
- ۲۶۰۰ (پیش از میلاد)؛ بخش یکم دوره پیش‌کاخی در کرت
- حدود ۲۶۰۰ پیش از میلاد: سلطنت آکالمدوگ، پادشاه اور.[۱]
- حدود ۲۶۰۰–۲۵۰۰ پیش از میلاد: دستورالعمل‌های شوروپاک، کهن‌ترین متون ادبی شناخته شده، در ادب، شوروپاک و ابوصلابیخ خلق شده‌اند.[۲]
- ۲۶۰۰-۲۵۰۰ (پیش از میلاد)؛ هنوز اسب‌های وحشی در دانمارک شکار می‌شوند.
- ۲۵۷۸ (پیش از میلاد)؛ خوفو درگذشت.
- ۲۵۷۰ پیش از میلاد: سلطنت اوهوب، پادشاه کیش، و عین-هگال، پادشاه لاگاش.[۱]
- ۲۵۷۵ (پیش از میلاد)؛ پادشاهی کهن در مصر باستان، فرمانروایی فرعون سنفرو از دودمان چهارم.
- ۲۵۷۰ (پیش از میلاد)؛ آغاز فرمانروایی خافره بر مصر باستان
- ۲۵۷۰-۲۵۴۴ (پیش از میلاد)؛ ابولهول در مصر ساخته شد.
- ۲۵۶۰–۲۵۲۵ پیش از میلاد: سلطنت مس‌آنه‌پادا، پادشاه اور. این شهر که در آن زمان تنها ۴۰۰۰ شهروند داشت، در طول ۴۰ سال سلطنت مس‌آنه‌پادا به پایتختی بزرگ تبدیل شد. رونق آن به دلیل فعالیت تجاری‌اش بود: بندر رودخانه‌ای جنوبی اور، تجارت بین‌النهرین را با مشتریان در امتداد سواحل خلیج فارس متمرکز می‌کرد.[۱]
- ۲۵۵۰ (پیش از میلاد)؛ تاریخ برآوردزده‌شده برای به پایان رسیدن هرم بزرگ جیزه
- ۲۵۵۰ (پیش از میلاد)؛ مه‌سان‌نه‌پاددا پدید آورنده دودمان یکم اور فرمانروایان اوروک و کیش را سرنگون کرد.
- ۲۵۴۴ (پیش از میلاد)؛ خافره درگذشت.
- ۲۵۳۳ (پیش از میلاد)؛ منکائوره در مصر باستان به فرمانروایی رسید.
- ۲۵۲۵–۲۴۸۵ پیش از میلاد: سلطنت آنِپادا، پادشاه اور.[۱]
- ۲۵۱۵ (پیش از میلاد)؛ منکائوره درگذشت. سنگتراشه او و همسرش اکنون در موزه هنرهای زیبای بوستون نگهداری می‌شود.
- ۲۵۱۰-۲۴۶۰ (پیش از میلاد)؛ کار بر روی تندیس ساق‌قارا فرعون مصر. این اثر اکنون در موزه مصر نگهداشته می‌شود.
- ۲۵۰۰ (پیش از میلاد)؛ دودمان افسانه‌ای سانگ‌هوانگ‌وودی به دست هوانگ دی در چین بنیاد نهاده شد.(تاریخ تقریبی)
- ۲۵۰۰ (پیش از میلاد)؛ ساخت چرخه سنگی در استون‌هنج آغاز شد و پانصد سال پی‌گرفته شد.

## چهره‌های برجسته
- ۲۶۰۱ (پیش از میلاد)-۲۵۷۸ (پیش از میلاد)؛ فرمانروایی فرعون خوفو
- ۲۵۹۹ (پیش از میلاد)؛ هونی فرعون مصر باستان
- ۲۵۷۵ (پیش از میلاد)؛ سنفرو فرعون مصر باستان
- ۲۵۲۸ (پیش از میلاد)؛ ره‌جه‌دف فرعون مصر باستان
- ۲۵۲۰ (پیش از میلاد)؛ خپ‌هرن فرعون مصر باستان

## نوآوری‌ها، یافته‌ها، آشنایی‌ها
- ۲۵۷۵ (پیش از میلاد)؛ فرمانروای سومر گوده‌آ یک فوت را برابر با ۲۶.۴۵ سانتیمتر شناساند.
- نگاره‌های روی صخره در رودوی نروژ کاربرد اسکی را نشان می‌دهد.
- شتر بلخی و شتر تندرو رام‌شدند.

## مرگ‌ها
- انوش پسر شیث(بر پایه گاهشمار یهودی)
- قینان پسر انوش(برپایه گاهشمار یهودی)

| هزاره | سده   | سده   | سده   | سده   | سده   | سده   | سده   | سده   | سده   | سده   |
| ----- | ----- | ----- | ----- | ----- | ----- | ----- | ----- | ----- | ----- | ----- |
| ۴ پ‌م: | ۴۰ پ‌م | ۳۹ پ‌م | ۳۸ پ‌م | ۳۷ پ‌م | ۳۶ پ‌م | ۳۵ پ‌م | ۳۴ پ‌م | ۳۳ پ‌م | ۳۲ پ‌م | ۳۱ پ‌م |
| ۳ پ‌م: | ۳۰ پ‌م | ۲۹ پ‌م | ۲۸ پ‌م | ۲۷ پ‌م | ۲۶ پ‌م | ۲۵ پ‌م | ۲۴ پ‌م | ۲۳ پ‌م | ۲۲ پ‌م | ۲۱ پ‌م |
| ۲ پ‌م: | ۲۰ پ‌م | ۱۹ پ‌م | ۱۸ پ‌م | ۱۷ پ‌م | ۱۶ پ‌م | ۱۵ پ‌م | ۱۴ پ‌م | ۱۳ پ‌م | ۱۲ پ‌م | ۱۱ پ‌م |
| ۱ پ‌م: | ۱۰ پ‌م | ۹ پ‌م  | ۸ پ‌م  | ۷ پ‌م  | ۶ پ‌م  | ۵ پ‌م  | ۴ پ‌م  | ۳ پ‌م  | ۲ پ‌م  | ۱ پ‌م  |
| ۱:    | ۱     | ۲     | ۳     | ۴     | ۵     | ۶     | ۷     | ۸     | ۹     | ۱۰    |
| ۲:    | ۱۱    | ۱۲    | ۱۳    | ۱۴    | ۱۵    | ۱۶    | ۱۷    | ۱۸    | ۱۹    | ۲۰    |
| ۳:    | ۲۱    | ۲۲    | ۲۳    | ۲۴    | ۲۵    | ۲۶    | ۲۷    | ۲۸    | ۲۹    | ۳۰    |
| ۴:    | ۳۱    | ۳۲    | ۳۳    | ۳۴    | ۳۵    | ۳۶    | ۳۷    | ۳۸    | ۳۹    | ۴۰    |